# Resurrection Tour
Resurrection Tour – europejska trasa koncertowa Anastacii, która odbyła się na przełomie 2014 i 2015 r. Część trasy stanowiły festiwale rockowe.

## Program koncertów
Nie na wszystkich koncertach poniższa setlista była identyczna.
1. "Left Outside Alone"
2. "Staring at the Sun"
3. "Sick and Tired"
4. "Pieces of a Dream"
5. "Welcome To My Truth"
6. "Heavy On My Heart"
7. "Stay"
8. "Back in Black"
9. "The Other Side of Crazy"
10. "Sweet Child o'Mine" (cover Guns N’ Roses)
11. "Instrumental Sequence"
12. "Lifeline"
13. "Defeated"
14. "Broken Wings"
15. "Evolution"
16. "Stupid Little Things"
17. "Paid My Dues"

Bisy:
1. "Freak of Nature"
2. "One Day in Your Life"
3. "I'm Outta Love"

## Lista koncertów
1. 19 października 2014 – Bruksela, Belgia – Ancienne Belgique
2. 20 października 2014 – Amsterdam, Holandia – Paradiso
3. 23 października 2014 – Lizbona, Portugalia – Praça de Touros do Campo Pequeno
4. 25 października 2014 – Madryt, Hiszpania – Palacio Municipal de Congresos de Madrid
5. 11 stycznia 2015 – Rzym, Włochy – Sala Św. Cecylii
6. 12 stycznia 2015 – Florencja, Włochy – Teatro Obihail
7. 14 stycznia 2015 – Mediolan, Włochy – Fabrique
8. 15 stycznia 2015 – Padwa, Włochy – Gran Teatro Geox
9. 17 stycznia 2015 – Zurych, Szwajcaria – Kongresshaus Zürich
10. 19 stycznia 2015 – Monachium, Niemcy – Kesselhaus
11. 20 stycznia 2015 – Kolonia, Niemcy – Palladium Köln
12. 23 stycznia 2015 – Londyn, Anglia – O2 Shepherd’s Bush Empire
13. 24 stycznia 2015 – Paryż, Francja – Le Trianon
14. 26 stycznia 2015 – Frankfurt nad Menem, Niemcy – Jahrhunderthalle
15. 28 stycznia 2015 – Wiedeń, Austria – Wiener Stadthalle
16. 30 stycznia 2015 – Locarno, Szwajcaria – Palazetto Fevi
17. 13 lutego 2015 – Mińsk, Białoruś – Prime Hall
18. 14 lutego 2015 – Moskwa, Rosja – Barvikha Concert Hall
19. 14 kwietnia 2015 – Zermatt, Szwajcaria – Zeltbühne (akustyczny koncert)
20. 16 kwietnia 2015 – Sofia, Bułgaria – National Palace of Culture
21. 18 kwietnia 2015 – Warszawa, Polska – Klub „Stodoła”
22. 29 kwietnia 2015 – Sydney, Australia – The Star Events Centre
23. 1 maja 2015 – Wollongoong, Australia – WIN Entertainment Centre
24. 2 maja 2015 – Gold Coast, Australia – Jupiters Theatre
25. 5 maja 2015 – Brisbane, Australia – Eaton Hills Hotel Grand Ballroom
26. 7 maja 2015 – Melbourne, Australia – Palais Theatre
27. 8 maja 2015 – Hobart, Australia – Wrest Point Entertainment Centre
28. 10 maja 2015 – Perth, Australia – Perth Concert Hall
29. 23 czerwca 2015 – Brema, Niemcy – Musical Theater Bremen
30. 24 czerwca 2015 – Kilonia, Niemcy – Kieler Woche
31. 26 czerwca 2015 – Skellefteå, Szwecja – Festivalområdet
32. 27 czerwca 2015 – Wiedeń, Austria – Donauinsel
33. 1 lipca 2015 – Belgrad, Serbia – Kombank Arena
34. 3 lipca 2015 – Murten, Szwajcaria – Pantschau
35. 4 lipca 2015 – Werchter, Belgia – Werchter Festival Grounds
36. 6 lipca 2015 – Barcelona, Hiszpania – Auditori Aire Lliure
37. 9 lipca 2015 – Moguncja, Niemcy – Mainzer Zitadelle
38. 11 lipca 2015 – Weert, Holandia – Evenemententerrein Weert Noord
39. 12 lipca 2015 – Luksemburg, Luksemburg – Place Guillame II
40. 14 lipca 2015 – Brescia, Włochy – Plac Logii
41. 15 lipca 2015 – Cattolica, Włochy – Arena della Regina
42. 17 lipca 2015 – Zurych, Szwajcaria – Dolder Kunsteinbahn
43. 18 lipca 2015 – Locarno, Szwajcaria – Plac Grande
44. 20 lipca 2015 – Palermo, Włochy – Teatro di Verdura
45. 22 lipca 2015 – Rzym, Włochy – Cavea dell' Auditorium Parco della Musica
46. 23 lipca 2015 – Pescara, Włochy – Teatro Monumento Gabriele D’Annunzio
47. 25 lipca 2015 – Piazzola Sul Brenta, Włochy – Company Arena
48. 26 lipca 2015 – Tarvisio, Włochy – Piazza Unita Tarvisio
49. 28 lipca 2015 – Grugliasco, Włochy – Arena Esterna Le Gru
50. 30 lipca 2015 – Lauchheim, Niemcy – Schloss Kapfenburg Festivalbühne
51. 1 sierpnia 2015 – Ringsted, Dania – Lystanlægget
52. 5 sierpnia 2015 – Meersburg, Niemcy – Neues Schlossplatz
53. 7 sierpnia 2015 – Rottenburg am Neckar, Niemcy – Eugen-Bolz-Platz
54. 8 sierpnia 2015 – Lipsk, Niemcy – Parkbühne am Clara-Zeltkin-Park
55. 13 sierpnia 2015 – Larvotto, Monako – Salle des Etoiles
56. 15 sierpnia 2015 – Harstad, Norwegia – Festivalområdet Harstad
57. 16 sierpnia 2015 – Oslo, Norwegia – Rockefeller Music Hall
58. 18 sierpnia 2015 – Marbella, Hiszpania – Auditorio Starlite
59. 21 sierpnia 2015 – Bochum, Niemcy – Sparkassen-Zelt
60. 23 sierpnia 2015 – Hohenems, Austria – Tennis Event.Center
61. 25 sierpnia 2015 – Tirana, Albania – Qemal Safa Stadium
62. 27 sierpnia 2015 – Barletta, Włochy – Fossato del Castello di Barletta
63. 28 sierpnia 2015 – Neapol, Włochy – Teatro Partenope